# Bathystylodactylus echinus
Bathystylodactylus echinus is een garnalensoort uit de familie van de Stylodactylidae. De wetenschappelijke naam van de soort is voor het eerst geldig gepubliceerd in 2004 door Wicksten & Martin.